# Лишь до утра
«Лишь до утра» — песня молдавского певца Дана Балана, написанная самим Даном. Композиция была выпущена как сингл с будущего альбома певца 26 сентября 2011 года.

## Создание композиции
Решение записать песню именно на русском языке Дан принял, вдохновлённый успехом совместной работы с Верой Брежневой. Работа над песней велась в студиях нескольких стран, включая Румынию, Великобританию, Россию и США. Как объясняет сам артист, когда пришла в голову идея этой композиции, он понял, что только на русском языке она зазвучит и раскроется именно так, как он это чувствует.
«Лишь до утра» была выпущена на радио в странах СНГ 26 сентября 2011 года, через систему Tophit. Позже прошёл цифровой релиз композиции.

## Музыка и текст песни
«Лишь до утра» — это танцевальная поп-баллада. Согласно нотным листам, изданным на Melodyforever.ru, песня записана в умеренном темпе в 90 ударов в минуту, в размере такта в 4/4. Основная гармоническая последовательность композиции, записанной в тональности соль минор.

## Коммерческий успех сингла
Песня дебютировала в российском чарте продаж цифровых треков «Россия Топ-10. Цифровые треки» на 8 позиции, 25 ноября 2011 года. А ровно через месяц сингл возглавил чарт цифровых треков России. Песне удалось подняться до 2-й строчки российского радиочарта, продержавшись там 5 недель. Также песня возглавила украинский радиочарт, продержавший на вершине радиочарта 3-и недели.

## Видеоклип
Съёмки видео проходили на одном из островов Средиземноморья — Корсике. Дан сам написал сценарий, воплотить в жизнь который взялся французский режиссёр Стивен Ада. По словам Дана, выбор места съёмки и режиссёра совершенно не случаен. Ему нужен был режиссёр с особым взглядом и чувством кадра и света, близкого к фотографическому, который смог бы передать в клипе всю красоту утра, просыпающейся природы и на контрасте двух влюблённых, для которых это утро последнее. Главную женскую роль в клипе исполнила румынская модель Иоану Райку.
Премьера клипа состоялась 25 октября 2011 года, на видеоканале русской музыки Ello (YouTube). А в ноябре видео появилось на всех музыкальных каналах страны.

## Список композиций
- Радиосингл[10]

| №  | Название                         | Автор(ы)  | Длительность |
| -- | -------------------------------- | --------- | ------------ |
| 1. | «Лишь до утра»                   | Дан Балан | 3:35         |
| 2. | «Лишь до утра» (DFM special mix) | Дан Балан | 3:09         |

- Цифровой сингл[11]

| №  | Название       | Автор(ы)  | Длительность |
| -- | -------------- | --------- | ------------ |
| 1. | «Лишь до утра» | Дан Балан | 3:35         |

## Чарты
| Чарт                            | Высшая позиция |
| ------------------------------- | -------------- |
| Российский радиочарт            | 2              |
| Московский радиочарт            | 6              |
| Питерский радиочарт             | 5              |
| Украинский радиочарт            | 1              |
| Киевский радиочарт              | 2              |
| Латвийский радиочарт            | 3              |
| Российский чарт цифровых треков | 1              |
| Золотой Граммофон               | 1              |

| Чарт (2011)                  | Высшая Позиция |
| ---------------------------- | -------------- |
| Годовой общий радиочарт      | 100            |
| Годовой Российский радиочарт | 124            |
| Годовой Питерский радиочарт  | 183            |
| Годовой Киевский радиочарт   | 142            |
| Годовой Украинский радиочарт | 84             |